# Allium spathulatum
Allium spathulatum — вид трав'янистих рослин родини амарилісові (Amaryllidaceae), ендемік Киргизстану.

## Опис
Рослини до 20 см заввишки. Листочки оцвітини вузько довгасті, 4–5.5 × 2 мм, гострі на верхівці та звужені до основи, рожевуваті у верхній третині.

## Поширення
Ендемік Киргизстану.
Вузький ендемік гірського середовища.